# Xenopus fraseri
Espèce
Statut de conservation UICN

 DD  : Données insuffisantes
Xenopus fraseri est une espèce d'amphibiens de la famille des Pipidae.

## Répartition
Cette espèce se rencontre en Afrique de l'Ouest au Nigeria, au Bénin et au Ghana.

## Galerie

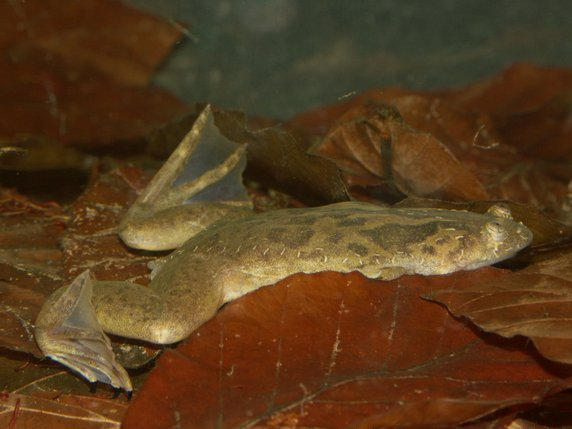
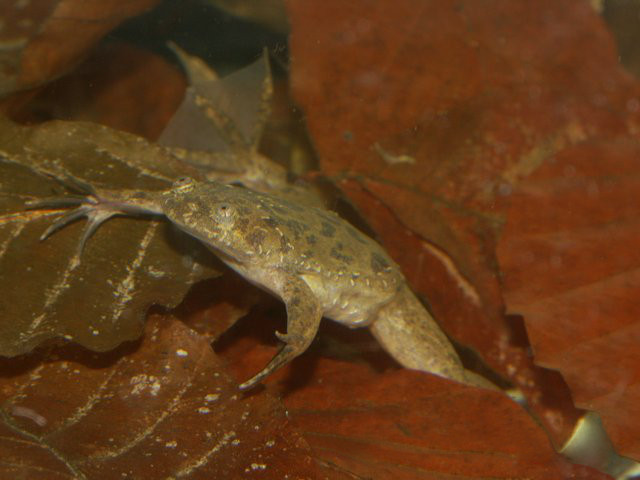
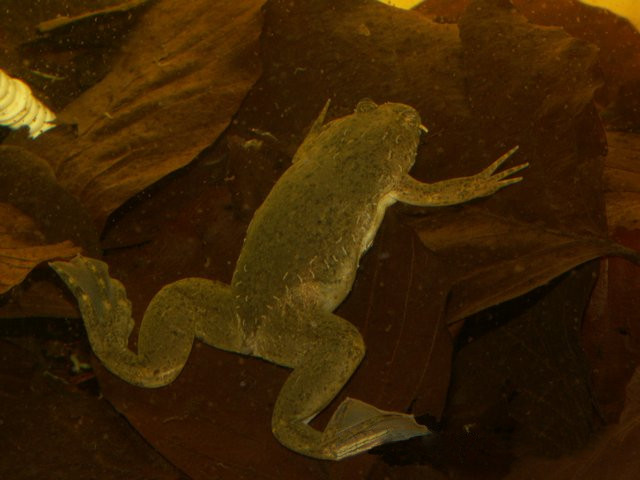
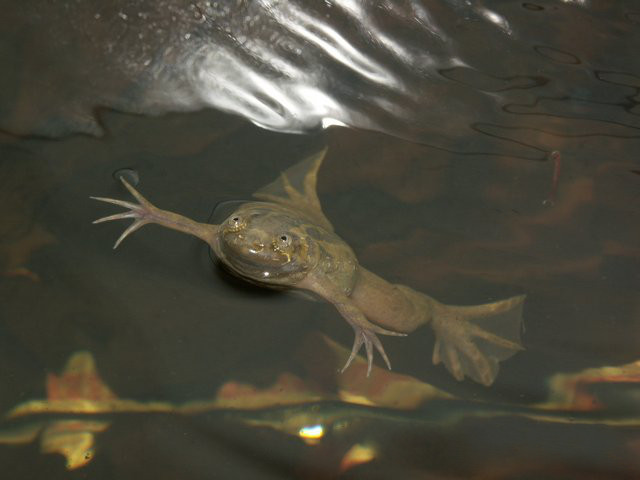
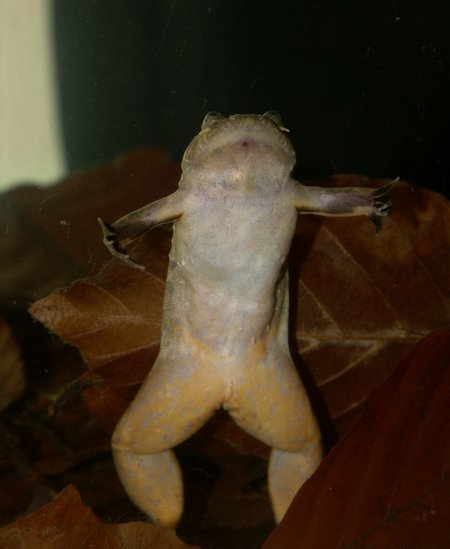
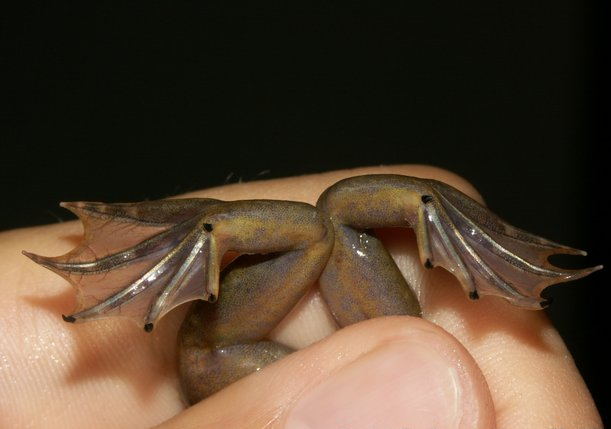

## Publication originale
- Boulenger, 1905 : On a collection of batrachians and reptiles made in South Africa by Mr. C. H. B. Grant, and presented to the British Museum by Mr. C. D. Rudd. Proceedings of the Zoological Society of London, vol. 1905, p. 248-255 (texte intégral).